# フィランディア
フィランディア（Filandia）は、コロンビアのキンディオ県の北部にある自治体。コロンビア中央部を通るアンデス山脈の山系の中央部の西側に位置し、県都アルメニアの26km北にある。コロンビアで2番目に面積が狭いキンディオ県を構成する12の自治体の最北端である。経済は農業と観光に支えられている。主要な農産物はコーヒー豆。